# Kaha flava
Kaha flava är en insektsart som beskrevs av Frederick Arthur Godfrey Muir 1917. Kaha flava ingår i släktet Kaha och familjen Derbidae. Inga underarter finns listade i Catalogue of Life.